# Anass Fouad
Anass Fouad Houssein, (* 10. ledna 1995) je džibutský zápasník–sambista a judista. V roce 2016 obdržel od tripartitní komise pozvánku k účasti na olympijských hrách v Riu, kde vypadl v úvodním kole.